# 슈퍼컵
슈퍼컵(Super Cup)은 주로 축구에서 시즌 개막전으로 열리는 번외경기로, 대회 명칭은 각 축구 협회마다 다른 경우가 많으나 일반적으로 슈퍼컵이라는 호칭을 제일 많이 쓴다. 대부분의 국가에서 슈퍼컵은 지난 시즌 리그 우승 팀과 각국 FA컵 우승 팀 사이에 열리는데, 홈 앤 어웨이(Home and Away) 방식인 경우도 있지만 대개의 경우 리그 우승 팀의 홈구장 또는 그 나라를 대표하는 경기장에서 단판 승부로 열리는 경우가 많다. 슈퍼컵에서 승리하는 것은 그 나라에서 가장 강한 팀이라는 명예를 가져다주지만, 일반적으로 정규리그의 우승에 비하면 비중이 덜한 경우가 많다.
다음과 같이 여러 나라에서 슈퍼컵을 운영하고 있다.
- 일본 - 일본 슈퍼컵
- 중국 - 중국 FA 슈퍼컵
- 독일 - DFB-슈퍼컵
- 스페인 - 수페르코파 데 에스파냐
- 이탈리아 - 수페르코파 이탈리아나
- 잉글랜드 - FA 커뮤니티 실드 (일명 채리티 실드)
- 프랑스 - 트로페 데 샹피옹
- 네덜란드 - 요한 크라위프 스할
- 포르투갈 - 수페르타사 칸디두 드 올리베이라

각 대륙의 축구연맹도 슈퍼컵을 운영한다.
- 유럽 축구 연맹 - UEFA 슈퍼컵
- 아시아 축구 연맹 - 아시안 슈퍼컵
- 아프리카 축구 연맹 - CAF 슈퍼컵
- 남아메리카 축구 연맹 - 레코파 수다메리카나

## 기타
- 스페인에서는 축구와 같은 방식의 농구 슈퍼컵을 운영하고 있다.
- 럭비에서는 캐나다, 일본, 러시아, 미국이 참가하는 슈퍼컵(과거의 '슈퍼파워스컵') 대회가 매년 열린다.

## 같이 보기
- 슈퍼리그